# 德拉吉·伊夫科维奇
德拉吉·伊夫科维奇（羅馬化：Dragi Ivković，1948年3月6日—），塞尔维亚男子篮球运动员。他曾代表南斯拉夫国家队参加1973年国际篮联欧洲锦标赛，获得金牌。